# Entrepotgebouw

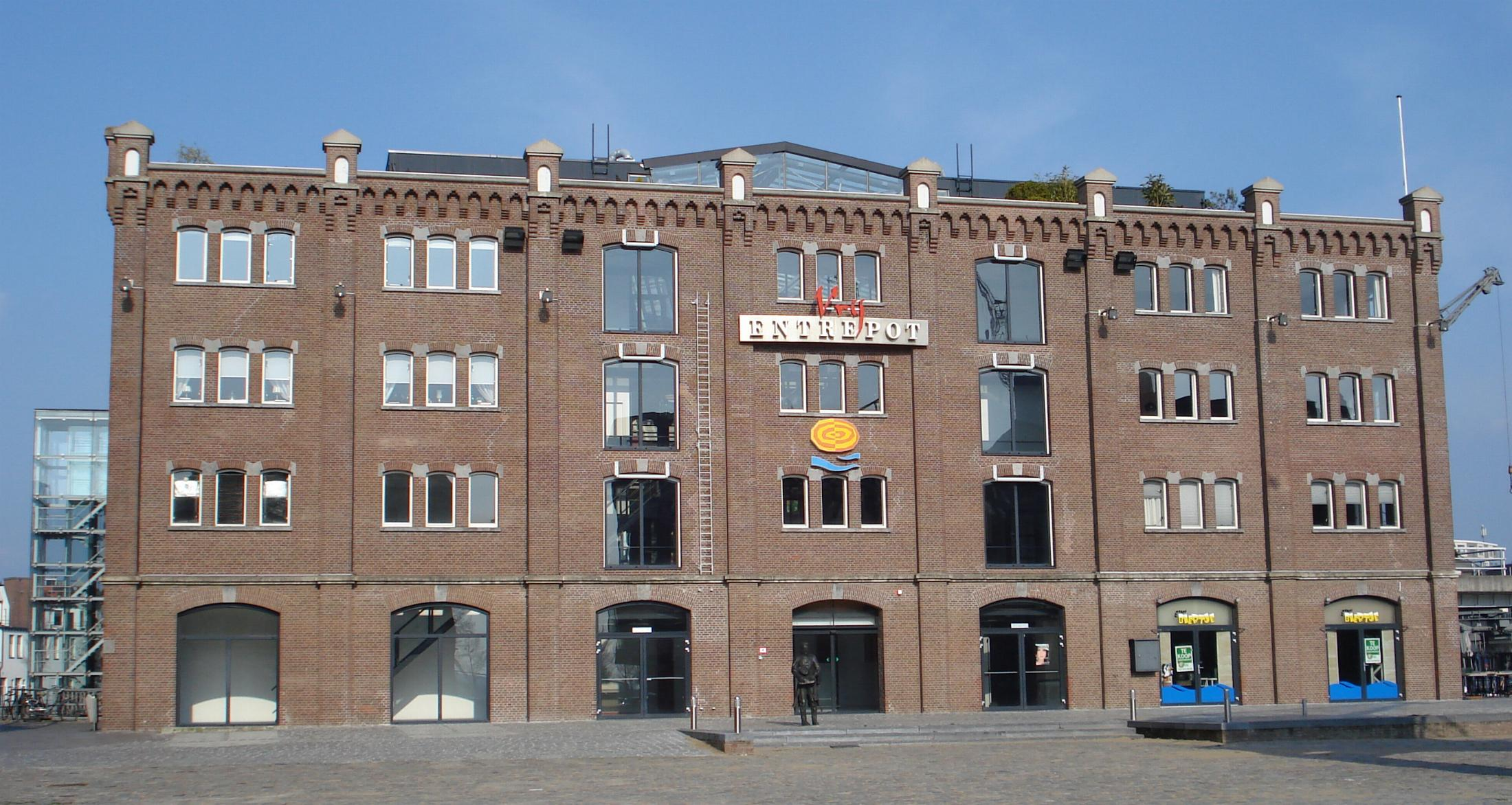

Het voormalig Entrepotgebouw 'De Vijf Werelddelen' is gelegen aan het Handelsplein in Rotterdam.
Het complex was oorspronkelijk bestemd voor de belastingvrije opslag van transitogoederen. Het werd tussen 1875-1879 gebouwd in utilitaire eclectische bouwstijl op initiatief van Lodewijk Pincoffs en H.A. Then-Bergh, de directeuren van de in 1872 opgerichte Rotterdamsche Handelsvereeniging (R.H.V.).
In 1997 heeft er een grote verbouwing plaatsgevonden en wordt het complex gebruikt voor appartementen, winkels en restaurants.